# Gewässerkennzahl (Deutschland)
Die Gewässerkennzahl (GKZ, GWK oder GEWKZ), auch Gebietskennzahl, ist ein Identifikator, mit dem in Deutschland alle Gewässer (nicht nur Fließgewässer) sowie ihre Einzugsgebiete und Niederschlagsgebiete nummeriert werden. Die Fließgewässerkennziffer (FGKZ) umfasst zusätzlich weitere 10 Stellen, durch die Gewässerläufe in kleine Abschnitte unterteilt werden können.

## Definition
Um bundesweit vergleichbare und für die Datenverarbeitung nutzbare Kennwerte zu erhalten, beschloss die Bund/Länder-Arbeitsgemeinschaft Wasser (LAWA) im Jahr 1970, die für hydrologische Arbeiten wichtigen Gewässer und deren oberirdische Einzugsgebiete nach einer einheitlichen Systematik zu benennen und mit Kennzahlen zu versehen. Damit verbunden war die Festlegung der Einzugsgebiete.
Jedes Fließgewässer (Bäche, Flüsse, Kanäle, Gräben) und dessen Einzugsgebiet bekommt eine Gewässerkennzahl zugeordnet, anhand derer sie eindeutig identifizierbar sind. Die Gewässerkennzahl ist hierarchisch aufgebaut, sodass aus den vorderen Ziffern der Kennzahl zu ersehen ist welchem Flusssystem ein Gewässer angehört, und mit jeder weiteren Ziffer die Position eines Gewässers im Flusssystem und die Position eines Gewässerabschnitts in einem Flusslauf näher beschrieben wird.
Abgesehen von den Anfangsziffern der großen Flusssysteme haben gerade und ungerade Ziffern einer deutschen Gewässerkennzahl unterschiedliche Funktionen: Mit geraden Ziffern sind die Einmündungen durchnummeriert, mit ungeraden Ziffern die Flussabschnitte. Jeder Flusslauf wird also durch seine bis zu vier bedeutendsten Zuflüsse in bis zu fünf Abschnitte unterteilt, jeder dieser Abschnitte wiederum durch bis zu vier Zuläufe in bis zu fünf Abschnitte. Deren Zuflüsse und Unterabschnitte sind nach dem gleichen Prinzip nummeriert.
Mithin kennzeichnet eine Gewässerkennzahl mit geradzahliger Endziffer immer einen Wasserlauf, eine Gewässerkennzahl mit ungerader Endziffer immer einen Abschnitt eines Wasserlaufs.
Die Gewässerkennzahl besitzt dagegen zur Darstellung aller Verästelungen und Quellbäche von Fließgewässern 13 (laut ATKIS-Portal theoretisch sogar 19) Stellen, von denen in der Praxis nur 10 verwendet werden. Zum Auffüllen auf volle Zahlen dient bei unteren Flussabschnitten die Null, bei flussaufwärts anschließenden die Eins. Daran können noch zehn weitere Stellen zur (Zitat:) Angabe der zusätzlichen Gebiets- oder Abschnittskennung zur Gewässerkennzahl anschließen, was eine 29-stellige Gewässerkennziffer ergibt.

## Stromgebiete
Die erste Stelle der Kennzahl bezeichnet das Stromgebiet, und zwar
- 1 Donau
- 2 Rhein
- 3 Ems
- 4 Weser
- 5 Elbe
- 6 Oder
- 9 Küstengebiet

Die zweite und die folgenden Stellen der Kennzahlen geben Gewässerabschnitte und Zuflüsse und die entsprechende Unterteilung des Einzugsgebietes an.

## System

### Festlegung der Flussläufe
Das Prinzip der deutschen Nummerierung macht es erforderlich, sowohl für den Fluss („Strom“), der irgendwo ins Meer mündet, als auch für jeden Nebenfluss den Oberlauf bis hin zu einer Quelle festzulegen. Zusammenflüsse, an denen beide Zuflüsse enden und ein neuer Fluss beginnt, gibt es nicht; nur der nachrangige Fluss endet, der höherrangige setzt sich fort.
Grundsätzlich kann ein Flusslauf auf drei verschiedene Arten definiert sein, teilweise zusätzlich nach Kriterien untergliedert:
- Hydrologisch: Die Rangfolge zweier zusammenfließender Gewässer kann nach der Gewässerlänge ab der entferntesten Quelle festgelegt werden, nach den Abflussmengen und nach der Flächengröße der Einzugsgebiete.
- Namentlich: Der geografische Name (Wortname) kann historische Entwicklungen durchmachen, und ein Flusslauf kann abschnittsweise unterschiedliche Namen tragen. Sie können auch uneindeutig sein: Mancherorts werden Quellbäche nicht namentlich unterschieden. In manchen Gegenden hat jedes Dorf seinen „Mühlbach“.
- Hydrografisch: Das ist die Definition durch die von den Landesumweltämtern vergebenen Gewässerkennzahlen. In gewisser Weise sind es auch die Bearbeitungsnummern, die die für das Gewässermanagement geschaffenen Verbände (Wasser- und Bodenverbände, Entwässerungsverbände u. dgl.) verwenden.

Die hydrografische Festlegung der Flussläufe erfolgte überwiegend nach hydrologischen Kriterien. Allerdings waren auch Ermessensentscheidungen zu treffen, denn an manchen Stellen ist der längere Zufluss eindeutig nicht der wasserreichere, während an anderen Stellen die Gewichtung der Abflussmengen jahrelange Messreihen erfordert hätte.

### Prinzip der Nummerierung
Um bei der Nummerierung von Zuflüssen und Flussabschnitten eines Flusssystems, das von der Mündung her betrachtet ein vielfach verästelter Baum ist, auf keiner Hierarchieebene eine dezimal mehrstellige Anzahl von Elementen zählen zu müssen, arbeitet das deutsche System der Gewässerkennzahlen mit einer großen Zahl von Hierarchieebenen: Zunächst im ganzen Flusslauf und später in jedem seiner Abschnitte werden die maximal vier größten Nebenflüsse ausgewählt und in flussabwärts aufsteigender Reihe mit geraden Endziffern bezeichnet (-2, -4, -6, -8). Die durch deren Mündungen abgegrenzten Flussabschnitte werden in ebenfalls flussabwärts aufsteigender Reihe mit ungeraden Endziffern bezeichnet. Der oberste Abschnitt des Flusslaufs (und im nächsten Schritt dessen oberster Abschnitt usw.) bekommt also immer die Endziffer ‚1‘. Der Flussabschnitt unterhalb des untersten in der jeweiligen Hierarchiestufe berücksichtigten Zuflusses bekommt in der Regel die Endziffer ‚9‘. Mit jedem bei der ersten (in folgenden Schritten: der vorangegangenen) Einteilung definierten Flussabschnitt wird dann wieder so verfahren.
Die Zahlenfolge bis einschließlich der letzten geraden Ziffer ist die Gewässerkennzahl des jeweiligen hydrologisch definierten Gewässers. Die ungeraden Ziffern bezeichnen also nur Gewässerabschnitte. Endet eine Gewässerkennzahl mit einer ‚1‘, so bedeutet das in der Regel, dass dieses Gewässer der Oberlauf eines längeren Gewässers ist, dessen Gewässerkennzahl um diese Eins kürzer ist. Entsprechend sind Gewässer mit der Endziffer ‚9‘ in der Regel Unterläufe längerer Gewässer. Dieser unterste Flussabschnitt kann in seiner Ausdehnung deutlich abweichen von den geografisch, wasserwirtschaftlich oder verkehrstechnisch definierten Unterläufen, besonders den Tidengewässern und Seeschifffahrtsstraßen Unterems, Unterweser und Unterelbe.

### Kilometrierung und Stationierung
Die hydrografische Kilometrierung heißt Stationierung und geht immer flussaufwärts (evtl. außer beim Rhein), während die nautische Kilometrierung in manchen Gewässern flussabwärts geht und in manchen flussaufwärts. Wenn in einer hydrologischen Karte die Einträge der Gewässernummern spärlich sind, kann man zumeist an der Fortsetzung der Stationierung erkennen, was am Zusammenfluss zweier Gewässer als Hauptfluss definiert ist. Die Stationierung des rangniederen Zuflusses beginnt am Zusammenfluss mit Null. Manchmal sind allerdings an einem Flussabschnitt mehrere Stationierungen parallel eingetragen.
Der hier verwendete Terminus „Kilometrierung“ für die Entfernungsskala entlang eines Wasserlaufs ist nicht ganz wörtlich zu nehmen, da die Abstände von der Mündung in detaillierten Karten in 100-Meter-Schritten dargestellt sind. In fachspezifischen Texten wird das Anbringen von Entfernungsskalen entlang von Flussläufen und (s. u.) Seeufern als Stationierung bezeichnet.

### Seen
Seen werden grundsätzlich als Teil eines aus Hauptzufluss und Abfluss bestehenden Fließgewässers behandelt. Es gibt Seen, die eine Abschnittskennzahl (erkennbar an der ungeraden Endziffer) des durchlaufenden Fließgewässers tragen. Andere sind von der Nummerierung her auf mehrere Zu- und Abflüsse verteilt.
Die Stationierung des Fließgewässers wird durch den See fortgesetzt, zumeist nicht in Luftlinie, sondern auf einem etwa in der Mitte zwischen rechtem und linkem Ufer verlaufenden Talweg. Weitere Zuflüsse sind zumeist von der Mündungsstelle am Seeufer aus aufwärts kilometriert, sodass zwischen der Flusslinie des durchlaufenden Gewässers und der Mündung des Nebenflusses eine Lücke klafft.
Zusätzlich erhalten Seen eine Uferkilometrierung, die vom Abfluss ausgehend im Uhrzeigersinn um den See läuft.

### „Abflusslose“ Gewässer
Gewässerkennzahlen für Gewässer ohne oberirdischen Abfluss werden nach dem bekannten oder auch nur vermuteten unterirdischen Abflussweg ihres Wassers vergeben. Ist der unterirdische Weg genau bekannt, können Gewässerkennzahl und Kilometrierung auch durchlaufen.

### Küstengewässer
Im Küstenbereich wurde von den für Binnengewässer und ihre Zuflüsse vereinbarten Prinzipien in von Bundesland zu Bundesland unterschiedlicher Weise abgewichen:
- In Niedersachsen wurde das Prinzip ‚gerade Zahlen für Gewässer – ungerade Zahlen für Gewässerabschnitte‘ nicht strikt durchgehalten, jedoch haben Buchten analog zu Nebenflüssen Nummern mit gerader Endziffer erhalten.
- In Mecklenburg-Vorpommern wurden zwar die Zuflüsse entlang der Küstenlinie nach denselben Regeln nummeriert wie Zuflüsse entlang eines Flusslaufs, aber der Verlauf der Küstenlinie wurde in einer Weise definiert, dass Zuflüsse an gegenüberliegenden Ufern eines Meeresarms oft völlig unterschiedliche dritte Ziffern tragen.

### Gewässer ohne Kennzahl
An klassifizierte Gewässer schließen nicht selten am oberen Ende von Klassifizierung und Kilometrierung, oder auch seitlich, kleine Zuflüsse in Form von Rinnsalen oder Gräben an, für die noch keine GKZ vergeben wurde. Handelt es sich um Gewässer, die für den Wasserhaushalt relevant sind, kann ein Wasserlauf ohne GKZ durchaus eine Bearbeitungsnummer des zuständigen Wasser- und Bodenverbandes tragen.
Derartige Gewässer können ständig oder fast ständig Wasser führen. Umgekehrt gibt es Wasserläufe mit Gewässerkennzahl, die häufig trockenfallen.

### Nummern und Namen
Wo der hydrologisch definierbare Hauptfluss und traditionelle Namenszusammenhänge und Namensgrenzen voneinander abw(e)ichen, hat man sich von Fall zu Fall unterschiedlich entschieden. An manchen Stellen wurden Gewässerkennziffern nach dem Namen vergeben, an anderen weichen namentlicher Flusslauf und Kennzifferzusammenhang voneinander ab. An manchen Stellen hat man versucht, die geografischen Namen (so der Begriff) den hydrologischen Definitionen anzupassen, besonders bei bisher namenlosen Quellbächen oder bei Gewässern, bei denen traditionell für kurze Abschnitte unterschiedliche Namen verwendet werden.

## Beispiel
Der Bach Heusiepen in Remscheid besitzt die Gewässerkennzahl 27366462. Die Nummer kann wie folgt aufgeschlüsselt werden:
Stromsystem / Einzugsgebiet Rhein (2)
→ Flusssystem / Einzugsgebiet Wupper (2-736)
→ Flusssystem / Einzugsgebiet Morsbach (2-736-6)
→ Flusssystem / Einzugsgebiet Gelpe (2-736-6-4)
→ Flusssystem / Einzugsgebiet Saalbach (2-736-6-4-6)
→ Flusssystem Heusiepen (2-736-6-4-6-2)
Der Morsbach hat zunächst die Gewässerkennzahl 273669 in seinem ersten Abschnitt. Sie ergibt sich aus dem Einzugsgebiet 27366 (gesamter Morsbach) und der angehängten Endziffer 9, die Mündungsabschnitte kennzeichnet. Im Verlauf über sieben Kilometer münden zahlreiche Bäche und Regenwasserkanäle ein, aber die Kennzahl ändert sich nicht. Dies geschieht erst mit der Einmündung der bedeutsamen Gelpe (Gebiet 273664) – die Kennzahl des Morsbach lautet jetzt 273663. Nach weiteren drei Kilometern mündet der Leyerbach (Gebiet 273662) ein und erneut erhält der Morsbach mit 273661 eine neue Nummer. Die Endziffer 1 macht deutlich, dass keine hydrologisch bedeutsamen Verästelungen mehr erfolgen und dies der letzte Abschnitt des Morsbach ist.

## Wichtige Gewässerkennzahlen
Die Liste enthält, außer im Ems-Gebiet, sämtliche bis zu dreistelligen Kennzahlen ganzer Gewässer, dazu mit vierstelligen Nummern mindestens 50 km lange Nebenflüsse 1. Ordnung und direkte Meereszuflüsse. Kursiv eingetragene Flüsse verlaufen in ganzer Länge außerhalb Deutschlands, sind aber in der Nummernfolge berücksichtigt.

### 1 Donau
| Zahl | Name                                                  | Länge [km] | Einzugsgebiet [km²] |
| ---- | ----------------------------------------------------- | ---------- | ------------------- |
| 1    | Donau (mit Breg)                                      | 2857       | 817.000             |
| 112  | Lauchert                                              | 60,3       | 456                 |
| 1138 | (Baierzer) Rot (mit Pfaffenrieder Bach)               | 55,5       | 297                 |
| 114  | Iller (mit Breitach – Turabach)                       | 147        | 2.147               |
| 1154 | Roth                                                  | 55         | 208                 |
| 1158 | Günz                                                  | 55         | 710                 |
| 116  | Mindel                                                | 81         | 962                 |
| 1172 | Brenz                                                 | 52         | 865                 |
| 118  | Wörnitz                                               | 132        | 1.686               |
| 1192 | Zusam                                                 | 97         | 576                 |
| 1194 | Schmutter                                             | 96         | 507                 |
| 12   | Lech                                                  | 264        | 3.926               |
| 122  | Archbach (AT, Teil des Einzugsgebiets in Deutschland) | 10         | 145                 |
| 124  | Vils                                                  | 36         | 198                 |
| 126  | Wertach (mit Kaltenbrunnenbach)                       | 141        | 1.441               |
| 128  | Lechkanal                                             | 14         | 18,7                |
| 132  | Friedberger Ach (mit Hagenbach–…–Verlorener Bach)     | 100,4      | 598                 |
| 134  | Paar                                                  | 134        | 1.632               |
| 136  | Abens                                                 | 72         | 1.020               |
| 138  | Altmühl                                               | 234        | 2.251               |
| 1386 | Main-Donau-Kanal                                      | 170,71     |                     |
| 1398 | Schwarze Laber                                        | 78         | 468                 |
| 14   | Naab (mit Waldnaab)                                   | 165        | 5.432               |
| 142  | Haidenaab                                             | 60         | 714                 |
| 144  | Pfreimd (mit Katharinabach)                           | 56         | 595                 |
| 146  | Schwarzach                                            | 80         | 822                 |
| 148  | Vils                                                  | 78         | 1.100               |
| 152  | Linker Donauarm/Regen                                 | 3,6        | 2.881               |
| 1522 | Regen                                                 | 191        | 2.878               |
| 154  | Pfatter                                               | 37         | 262                 |
| 156  | Große Laber                                           | 75         | 407                 |
| 158  | Kinsach–Ferchenbach                                   | 38         | 317                 |
| 16   | Isar                                                  | 295        | 8.370               |
| 162  | Loisach                                               | 113        | 1.090               |
| 164  | Amper (mit Ammer, Linder, Fischbach, Rückentalbach)   | 209        | 3.248               |
| 166  | Mittlerer Isarkanal                                   | 64,7       | 1.147               |
| 168  | Plattlinger Mühlbach (mit Längenmühlbach)             | 75         | 345                 |
| 172  | Hengersberger Ohe (mit Ranzinger Bach)                | 34         | 198                 |
| 174  | Vils (mit Großer Vils)                                | 110        | 1.445               |
| 176  | Große Ohe (mit Gaißa–…–Geißleitenbach)                | 46         | 176                 |
| 178  | Ilz                                                   | 62         | 850                 |
| 18   | Inn                                                   | 517        | 26.130              |
| 182  | Mangfall (mit Weißach)                                | 58         | 1.099               |
| 184  | Alz (mit Tiroler Achen)                               | 150        | 2.197               |
| 186  | Salzach                                               | 225        | 6.700               |
| 188  | Rott                                                  | 109        | 1.205               |
| 1914 | Große Mühl                                            | 71         | 560                 |

### 2 Rhein
Im Gegensatz zu allen anderen Flüssen (in zentralen Teilen Europas) läuft beim Rhein nicht nur die nautische Kilometrierung flussabwärts (das gibt es bei der Mehrheit der Flüsse), sondern auch die internationale hydrografische Stationierung. Daneben gibt es noch die Adressierung des Schweizer Gewässerinformationssystems GEWISS, die in der Art einer klassischen Stationierung von der französischen Grenze bei Basel flussaufwärts durch den Bodensee bis in den Alpenrhein läuft.
Die beiden Teilseen des Bodensees sind durch Kennzahlen mit ungeraden Endziffern als Flussabschnitte des Rheins ausgewiesen.
| Zahl                                                                         | Name                                                       | Länge [km] | Einzugsgebiet [km²]             |
| ---------------------------------------------------------------------------- | ---------------------------------------------------------- | ---------- | ------------------------------- |
| 2                                                                            | Rhein                                                      | 1239       | 185.300                         |
| 214                                                                          | Bregenzer Ach (AT, Teil des Einzugsgebiets in Deutschland) | 67         | 835                             |
| 215                                                                          | Bodensee: Obersee                                          |            | (GKZ: 215 + Teil von 217) 5.386 |
| 2152                                                                         | Argen mit Oberer Argen                                     | 73         | 655                             |
| 2154                                                                         | Schussen                                                   | 59         | 815                             |
| 2156                                                                         | Linzer Aach                                                | 52         | 287                             |
| (216 ist nicht vergeben, die Rheinbrücke Konstanz die Grenze von 215 zu 217) |                                                            |            |                                 |
| 217                                                                          | Seerhein–Untersee–oberer Hochrhein                         |            |                                 |
| 2174                                                                         | Biber                                                      | 31         | 167                             |
| 218                                                                          | Thur (CH)                                                  | 135        | 1.696                           |
| 2192                                                                         | Töss (CH)                                                  | 60         | 441                             |
| 2194                                                                         | Glatt mit Ustermer Aa – Kemptnerbach (CH)                  | 62         | 417                             |
| 2198                                                                         | Wutach                                                     | 91         | 1.140                           |
| 22                                                                           | Aare (CH)                                                  | 288        | 17.709                          |
| 2318                                                                         | Birs (CH)                                                  | 75         | 897                             |
| 232                                                                          | Wiese                                                      | 55         | 458                             |
| 2338                                                                         | Elz                                                        | 121        | 1.539                           |
| 234                                                                          | Kinzig                                                     | 93         | 1.406                           |
| 2352                                                                         | Ill (FR)                                                   | 217        | 4.761                           |
| 2354                                                                         | Rench                                                      | 57         | 306                             |
| 2356                                                                         | Moder (FR)                                                 | 82         | 1.720                           |
| 2358                                                                         | Sauer                                                      | 85         | 806                             |
| 236                                                                          | Murg                                                       | 80         | 466                             |
| 2372                                                                         | Lauter mit Wieslauter                                      | 74         | 382                             |
| 2374                                                                         | Alb                                                        | 51         | 467                             |
| 2376                                                                         | Pfinz                                                      | 60         | 450                             |
| 2378                                                                         | Speyerbach                                                 | 60         | 596                             |
| 238                                                                          | Neckar                                                     | 362        | 13.934                          |
| 2394                                                                         | Weschnitz                                                  | 59         | 436                             |
| 24                                                                           | Main (mit Weißem Main)                                     | 572        | 27.292                          |
| 242                                                                          | Regnitz (mit Rednitz – Fränkischer Rezat)                  | 187        | 7.523                           |
| 244                                                                          | Fränkische Saale                                           | 139        | 2.765                           |
| 246                                                                          | Tauber                                                     | 129        | 1.810                           |
| 248                                                                          | Nidda                                                      | 90         | 1.942                           |
| 252                                                                          | Selz                                                       | 61         | 389                             |
| 254                                                                          | Nahe                                                       | 125        | 4.067                           |
| 256                                                                          | Wisper                                                     | 30         | 209                             |
| 258                                                                          | Lahn                                                       | 246        | 5.925                           |
| 26                                                                           | Mosel                                                      | 544        | 28.286                          |
| 262                                                                          | Sauer                                                      | 173        | 4.259                           |
| 264                                                                          | Saar                                                       | 235        | 7.431                           |
| 266                                                                          | Kyll                                                       | 142        | 845                             |
| 268                                                                          | Alf                                                        | 52         | 358                             |
| 2714                                                                         | Nette                                                      | 59         | 372                             |
| 2716                                                                         | Wied                                                       | 102        | 771                             |
| 2718                                                                         | Ahr                                                        | 85         | 897                             |
| 272                                                                          | Sieg                                                       | 155        | 2.857                           |
| 2736                                                                         | Wupper                                                     | 116,5      | 813                             |
| 274                                                                          | Erft                                                       | 107        | 1.838                           |
| 276                                                                          | Ruhr                                                       | 219        | 4.485                           |
| 2772                                                                         | Emscher                                                    | 83         | 775                             |
| 278                                                                          | Lippe                                                      | 220        | 4.888                           |
| 28                                                                           | Maas (FR/BE/NL, Teil des Einzugsgebiets in Deutschland)    | 874        | 33.000                          |
| 282                                                                          | Rur                                                        | 165        | 2.361                           |
| 284                                                                          | Schwalm                                                    | 35         | 268                             |
| 286                                                                          | Niers                                                      | 118        | 1.381                           |

### 3 Ems
Wegen der geringen Größe des Stromgebietes stehen auch kleine Gewässer weit oben in der Hierarchie. Darum sind Gewässer mit dreistelligen Nummern hier nur an der Unterems vollständig aufgelistet.
| Zahl | Name                                                               | Länge [km] | Einzugsgebiet [km²] |
| ---- | ------------------------------------------------------------------ | ---------- | ------------------- |
| 3    | Ems                                                                | 371        | 13.160              |
| 316  | Hessel                                                             | 39         | 213                 |
| 318  | Bever                                                              | 39,5       | 217                 |
| 32   | Werse                                                              | 67         | 762                 |
| 332  | Münstersche Aa                                                     | 43         | 172                 |
| 34   | Große Aa                                                           | 25         | 922                 |
| 36   | Hase                                                               | 170        | 3.086               |
| 38   | Leda (m. Ohe u. Sagter Ems)                                        | 75         | 1.917               |
| 388  | Jümme (m. Barßeler Tief u. Soeste)                                 | 94         | 450                 |
| 392  | Sauteler Kanal                                                     | 23         | 181                 |
| 394  | Oldersumer Sieltief (m. Fehntjer Tief (Nord) und westlicher Flumm) | 26         | 235                 |
| 396  | Borßumer Kanal                                                     | 4,4        | 129                 |
| 397  | Dollart (einschließlich Mündungsrinne als Flussabschnitt der Ems)  |            |                     |
| 3974 | Dollart (als Bucht südl. der Mündungsrinne der Ems)                |            |                     |
| 398  | Knockster Tief (mit Wiegoldsburer Riede)                           | 31         | 1351                |
| 399  | Äußere Emsmündung                                                  |            |                     |

### 4 Weser
| Zahl | Name                                    | Länge [km] | Einzugsgebiet [km²] |
| ---- | --------------------------------------- | ---------- | ------------------- |
| 4    | Weser                                   | 451        | 41.094              |
| 41   | Werra                                   | 300        | 4.497               |
| 412  | Hasel                                   | 26         | 331                 |
| 414  | Ulster                                  | 57         | 421                 |
| 416  | Hörsel                                  | 55         | 784                 |
| 418  | Wehre                                   | 36         | 452                 |
| 42   | Fulda                                   | 221        | 6.947               |
| 422  | Fliede                                  | 22         | 271                 |
| 424  | Schlitz (Oberlauf: Altefeld, GKZ: 4241) | 43         | 315                 |
| 426  | Haune                                   | 67         | 500                 |
| 428  | Eder                                    | 176        | 3.361               |
| 432  | Schede                                  | 13         | 49                  |
| 434  | Nieme                                   | 17         | 40                  |
| 436  | Schwülme                                | 29         | 290                 |
| 438  | Reiherbach                              | 11,5       | 35                  |
| 44   | Diemel                                  | 111        | 1.762               |
| 442  | Hoppecke                                | 35         | 92                  |
| 444  | Twiste                                  | 41         | 447                 |
| 446  | Warme                                   | 33         | 157                 |
| 448  | Esse                                    | 28         | 192                 |
| 452  | Nethe                                   | 50         | 460                 |
| 454  | Lenne                                   | 24         | 125                 |
| 456  | Emmer                                   | 62         | 535                 |
| 458  | Exter                                   | 26         | 109                 |
| 46   | Werre                                   | 72         | 1.485               |
| 462  | Bega                                    | 44         | 377                 |
| 464  | Aa (mit Johannisbach)                   | 26         | 254                 |
| 466  | Else                                    | 35         | 416                 |
| 468  | Rehmerloh-Mennighüffer Mühlenbach       | 16         | 71                  |
| 472  | Bückeburger Aue                         | 39         | 173                 |
| 474  | Gehle                                   | 27         | 163                 |
| 476  | Große Aue                               | 85         | 1.522               |
| 478  | Steinhuder Meerbach                     | 29         | 356                 |
| 48   | Aller                                   | 260        | 15.744              |
| 482  | Oker                                    | 128        | 1.834               |
| 484  | Fuhse                                   | 98         | 918                 |
| 486  | Örtze (mit Aue und Wietze)              | 70         | 760                 |
| 488  | Leine                                   | 281        | 6.512               |
| 492  | Ochtum (mit Süstedter Bach)             | 45         | 917                 |
| 494  | Wümme (Unterlauf: Lesum, GKZ: 4949)     | 118        | 1.585               |
| 496  | Hunte                                   | 189        | 2.785               |
| 498  | Lune                                    | 43         | 383                 |

### 5 Elbe
| Zahl | Name                                                | Länge [km] | Einzugsgebiet [km²] |
| ---- | --------------------------------------------------- | ---------- | ------------------- |
| 5    | Elbe                                                | 1094       | 148.268             |
| 52   | Moldau (CZ, Teil des Einzugsgebiets in Deutschland) | 430        | 28.090              |
| 5281 | Mies                                                | 103        | 1.829               |
| 532  | Eger                                                | 316        | 5.614               |
| 538  | Schwarze Elster                                     | 179        | 5.705               |
| 54   | Mulde                                               | 314        | 7.400               |
| 541  | Zwickauer Mulde                                     | 167        | 2.352               |
| 542  | Freiberger Mulde                                    | 124        | 2.981               |
| 549  | Vereinigte Mulde                                    | 147        | 7.400               |
| 56   | Saale                                               | 413        | 23.719              |
| 562  | Loquitz                                             | 34         | 364                 |
| 564  | Unstrut                                             | 192        | 6.364               |
| 566  | Weiße Elster                                        | 257        | 5.154               |
| 568  | Bode                                                | 169        | 3.229               |
| 572  | Nuthe                                               | 39         | 509                 |
| 574  | Ehle                                                | 40         | ?                   |
| 576  | Ohre                                                | 103        | 1.503               |
| 578  | Tanger                                              | 33         | 480                 |
| 58   | Havel                                               | 334        | 23.858              |
| 582  | Spree                                               | 400        | 10.100              |
| 584  | Nuthe                                               | 52         | 1.935               |
| 586  | Plane                                               | 57         | 639                 |
| 588  | Rhin                                                | 129        | 1.780               |
| 592  | Elde                                                | 208        | 2.990               |
| 5934 | Jeetzel                                             | 73         | 1.928               |
| 594  | Ilmenau                                             | 107        | 2.852               |
| 5954 | Bille                                               | 65         | 506                 |
| 5956 | Alster                                              | 56         | 581                 |
| 5958 | Este                                                | 62         | 364                 |
| 596  | Lühe (mit Aue)                                      | 44         | 216                 |
| 5974 | Stör                                                | 78         | 1.781               |
| 598  | Oste                                                | 153        | 1.711               |

### 6 Oder
| Zahl | Name            | Länge [km]          | Einzugsgebiet [km²] |
| ---- | --------------- | ------------------- | ------------------- |
| 6    | Oder            | 866                 | 118.861             |
| 674  | Lausitzer Neiße | 254                 | 4.297               |
| 68   | Warthe (PL)     | 808                 | 54.529              |
| 696  | Westoder        | 17 (in Deutschland) | 17 (in Deutschland) |

### 7 Künstliche Wasserstraßen
| Zahl  | Name                | Länge [km] |
| ----- | ------------------- | ---------- |
| 70301 | Datteln-Hamm-Kanal  | 47         |
| 70501 | Dortmund-Ems-Kanal  | 223        |
| 73101 | Mittellandkanal     | 325        |
| 74001 | Rhein-Herne-Kanal   | 45         |
| 75101 | Wesel-Datteln-Kanal | 60         |

### 9 Küstengebiet
Mit den Nummern 94 und 95 ist die bei Binnengewässern übliche Symbolik gerader und ungerader Endziffern nicht eingehalten.
| Zahl | Name                                                          | Länge [km]                                                    | Einzugsgebiet [km²]                                           |
| ---- | ------------------------------------------------------------- | ------------------------------------------------------------- | ------------------------------------------------------------- |
| 928  | IJssel mit Oude IJssel = Issel                                | 205                                                           | 1.208 (nur Oude IJssel)                                       |
| 9282 | Bocholter Aa                                                  | 56                                                            | 536                                                           |
| 9286 | Vechte                                                        | 182                                                           | 5.740                                                         |
| 934  | Westems                                                       |                                                               |                                                               |
| 94   | Küstengewässer von Borkum bis zum Sahlenburger Watt           | Küstengewässer von Borkum bis zum Sahlenburger Watt           | Küstengewässer von Borkum bis zum Sahlenburger Watt           |
| 942  | Jadebusen                                                     |                                                               |                                                               |
| 95   | Küstengewässer vom Sahlenburger Watt bis zur dänischen Grenze | Küstengewässer vom Sahlenburger Watt bis zur dänischen Grenze | Küstengewässer vom Sahlenburger Watt bis zur dänischen Grenze |
| 952  | Eider                                                         | 188                                                           | 3.275                                                         |
| 96   | Ostsee                                                        | Ostsee                                                        | Ostsee                                                        |
| 962  | Trave                                                         | 114                                                           | 2.676                                                         |
| 964  | Warnow                                                        | 155                                                           | 3.324                                                         |
| 9652 | Recknitz                                                      | 88                                                            | 669                                                           |
| 966  | Peene                                                         | 120                                                           | 5.110                                                         |
| 9664 | Tollense                                                      | 96                                                            | 1.829                                                         |
| 9666 | Trebel                                                        | 87                                                            | 956                                                           |
| 968  | Uecker (Oberlauf Ucker)                                       | 98                                                            | 2.200                                                         |

## Wasserkörpernummern
Völlig unabhängig von den als Wasserlauf-Identifikator die Hierarchiebäume in den Flusssystemen nachzeichnenden Gewässerkennzahlen ist das deutsche Gewässernetz auch in Wasserkörper eingeteilt. Deren Identifikationsnummern werden von den einzelnen Bundesländern unabhängig voneinander vergeben. Ein Buchstabencode vor der Ziffernfolge verrät außer dem zuständigen Bundesland die Art des Gewässers. Für die Kommunikation auf Bundes- und europäischer Ebene ist die Buchstabenkennung unabdingbar, auf regionaler Ebene wird sie oft weggelassen. Üblicherweise stehen die ersten beiden Ziffern für ein Flussgebiet, innerhalb dessen die übrigen drei Ziffern ohne festes System vergeben werden.
Beispiele:
- Der Wümme- und damit indirekte Weser-Zufluss Deichschlot mit der Gewässerkennzahl 49456 hat als Wasserkörper die Nummer DE_RW_DENI_24047. Dabei steht RW für running water, also Fließgewässer und DENI für Niedersachsen.
- Der Elbezufluss Medem mit der Gewässerkennzahl 5994 hat als Wasserkörper die Nummer DE_RW_DENI_31029.
- Der Weiße-Elster- und damit indirekte Elbezufluss Erlbach mit der Gewässerkennzahl 56652 hat als Wasserkörper die Nummer DE_RW_DETH_20872[15]